# جان بینگ
جان بینگ، ارل اول استرافورد (انگلیسی: John Byng, 1st Earl of Strafford؛ ۱۷۷۲ – ۳ ژوئن ۱۸۶۰) فرد نظامی اهل پادشاهی متحد بریتانیای کبیر و ایرلند بود. وی همچنین برندهٔ جوایزی همچون نشان حمام شده‌است.